# Glubokeo (huyện)
Glubokoe (Kazakhstan Глубокое ауданы) là một huyện của tỉnh Đông Kazakhstan, thuộc miền Đông Kazakhstan. Trung tâm hành chính của huyện là thị xã Glubokoe.